# Sarcophaga batissoides
Sarcophaga batissoides är en tvåvingeart som beskrevs av Zumpt 1972. Sarcophaga batissoides ingår i släktet Sarcophaga och familjen köttflugor.
Artens utbredningsområde är Nigeria. Inga underarter finns listade i Catalogue of Life.